# Ricardo Pessoa
Ricardo Jorge Rodrigues Pessoa (Vendas Novas, 5 febbraio 1982) è un ex calciatore portoghese, di ruolo difensore, tecnico della Portimonense.

## Carriera

### Club
Durante la sua carriera ha vestito le maglie di Vitoria Setubal e Portimonense.